# Novodvinsk
Novodvinsk (Russisch: Новодвинск) is een stad in het noorden van de Russische oblast Archangelsk. De stad ligt aan de westeroever van de Noordelijke Dvina (vlak voor haar monding in de Witte Zee) op 20 kilometer ten zuidoosten van Archangelsk. In de stad bevindt zich het Pulp- en Papierbedrijf van Archangelsk, een chemisch bedrijf dat zo vervuilend is dat de stad behoort tot de gebieden met de hoogste luchtvervuiling en watervervuiling van Rusland en officieel is verklaard tot risicogebied. Er wonen ruim 40.000 mensen.

## Geschiedenis
De plaats werd gesticht in 1936 als de nederzetting Vorosjilovski (vernoemd naar Kliment Vorosjilov) bij de bouw van het Pulp en Papierbedrijf van Archangelsk (anvankelijk productie van cellulose). Vijf jaar later, in 1941, kreeg de plaats de status van arbeidersnederzetting en in 1957 de nieuwe naam Pervomajski ("eerste mei"). In 1977 kreeg de plaats de status van stad en werd hernoemd tot het huidige Novodvinsk ("nieuwe Dvina"; naar de rivier).

## Economie en vervuiling
De plaatsvormende onderneming is de pulp- en papierfabriek, een van de grootste van Rusland, die onder andere schrijfpapier, verpakkingsmaterialen en hardboard levert aan ruim 50 landen. In de fabriek werkt ongeveer de helft van de bevolking.
De fabriek is zeer omstreden vanwege de hoge uitstoot van verontreinigde stoffen. Hierdoor is de luchtkwaliteit zeer slecht in de stad en zijn veel inwoners vaak ziek. Ook is de zuigelingensterfte de hoogste van de hele oblast. Al bij de bouw waren vooraanstaande Sovjetwetenschappers tegen de plaatsing vanwege de gezondheidsrisico's. De maandelijkse uitstoot van methaanethiol (methylmercaptan) bedroeg in 2004 9 tot 10 maal het toegestane maximum (en oversteeg het in dat jaar eenmaal zelfs 18 keer) en de uitstoot van diwaterstofsulfide 2 maal (als de wind in de richting van de stad stond 9 maal). De uitstoot van formaldehyde (kankerverwekkende stoffen), bedroeg in 2004 gemiddeld 2 keer zoveel als het maximum. Het gehalte van de meest kankerverwekkende stof benzopyreen bedroeg gemiddeld 4 keer het maximum, hetgeen op kon lopen tot 8 keer. Tussen 1994 en 2004 liep het aantal gevallen van kanker hard op (borstkanker met 66%, huidkanker met 50%, andere kankervormen met 25%).
Naast de fabriek bevinden zich in Novodvinsk ook fabrieken voor de productie van gewapend beton en meubels.

## Demografie
| 1959   | 1970   | 1979   | 1989   | 2002   |
| ------ | ------ | ------ | ------ | ------ |
| 16.300 | 34.200 | 47.800 | 50.183 | 43.383 |